# Willis O'Brien
Willis H. O'Brien (Oakland, 2 marzo 1886 – Los Angeles, 8 novembre 1962) è stato un animatore, regista ed effettista statunitense, pioniere degli effetti speciali cinematografici e dell'animazione a passo uno.

## Biografia
O'Brien nacque a Oakland in California da una famiglia di origine irlandese. Fu disegnatore di vignette per il quotidiano San Francisco Daily News e uno scultore professionista di marmo prima di intraprendere la carriera cinematografica. Nel 1925 O'Brien sposò Hazel Ruth, dalla quale ebbe due figli e divorziò nel 1930. Nel 1933 Hazel sparò ai due bambini uccidendoli e tentò di fare lo stesso su di sé, ma sopravvisse al colpo, morendo più tardi di cancro e tubercolosi.
O'Brien morì a Los Angeles nel 1962, lasciando la sua seconda moglie, Darlyne. Durante tutta la sua vita O'Brien non venne mai intervistato in modo completo sulla sua carriera o i suoi metodi di animazione. Nel 1997 l'ASIFA-Hollywood (sezione americana della società internazionale ASIFA, Association Internationale du Film d'Animation) gli assegnò, postumo, il Winsor McCay Award. Il premio è un riconoscimento a una vita o una carriera che ha contribuito in modo importante allo sviluppo dell'arte dell'animazione. Le sue ceneri sono conservate nel Cappella dei pini a Los Angeles.

## Carriera

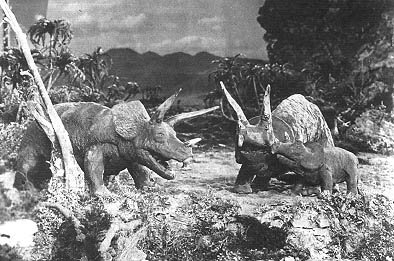
Animazione di Willis O'Brien in stop motion dal film Il mondo perduto (1925)

O'Brien venne ingaggiato dalla Edison Company per produrre svariati cortometraggi con un tema preistorico, tra i quali The Dinosaur and the Missing Link: A Prehistoric Tragedy (1915) e il film di diciannove minuti The Ghost of Slumber Mountain (1918), il secondo dei quali gli fruttò l'ingaggio per il film Il mondo perduto (1925). Per i suoi primi corti O'Brien scolpì da sé i suoi modelli utilizzando la creta. Successivamente, e per la maggior parte della sua carriera, i modelli dettagliati utilizzati nella stop motion sarebbero stati costruiti con sculture di metallo snodabili ricoperte di gomma da Richard e Marcel Delgado, basandosi sui disegni di O'Brien.
Il primo lavoro hollywoodiano di O'Brien fu nel film Il mondo perduto (1925). Nonostante il suo film Creation (1931) non fu mai completato, questo lo portò a lavorare al suo più celebre contributo al cinema di tutti i tempi: l'animazione dei dinosauri e del gorilla gigante nel King Kong del 1933 e nel suo sequel dello stesso anno, Il figlio di King Kong. Il successivo film Il re dell'Africa (1949), di cui O'Brien fu il creatore tecnico, vinse un premio Oscar per i migliori effetti speciali nel 1950. Il premio fu attribuito alla casa di produzione RKO Productions, ma a O'Brien fu consegnata ugualmente una statuetta.
Il protetto e successore di O'Brien, Ray Harryhausen, lavorò a fianco di O'Brien nei suoi film, contribuendo alla maggior parte delle animazioni.
Nonostante la fama di pioniere dell'animazione di cui godeva, negli ultimi anni della sua carriera O'Brien faticò a trovare lavoro. Poco prima della morte animò alcune scene di Questo pazzo, pazzo, pazzo, pazzo mondo (1963), dove alcuni attori penzolano dalla finestra per sfuggire ad un incendio; contribuì, quale autore, anche al film Il trionfo di King Kong (1962) di Ishirō Honda.
La vendetta di Gwangi (1969), completato da Ray Harryhausen sette anni dopo la scomparsa di O'Brien, è basato su un'idea che egli tentò per anni di portare sullo schermo.

## Filmografia

### Regista
- The Dinosaur and the Missing Link: A Prehistoric Tragedy (1915)
- Morpheus Mike (1915)
- R.F.D. 10,000 B.C. (1916)
- Prehistoric Poultry (1916)
- The Birth of a Flivver (1917)
- Curious Pets of Our Ancestors (1917)
- The Ghost of Slumber Mountain (1918)
- Along the Moonbeam Trail (1920)
- Creation (1931) - non accreditato

### Effetti speciali
- Il mondo perduto (The Lost World), regia di Harry Hoyt (1925)
- King Kong, regia di Merian C. Cooper, Ernest B. Schoedsack (1933)
- Il figlio di King Kong (The Son of Kong), regia di Ernest B. Schoedsack (1933)
- Il re dell'Africa (Mighty Joe Young), regia di Ernest B. Schoedsack (1949)
- Il mondo è meraviglioso (The Animal World), regia di Irwin Allen (1956)
- Lo scorpione nero (The Black Scorpion), regia di Edward Ludwig (1957)
- Il drago degli abissi (Behemoth the Sea Monster), regia di Douglas Hickox, Eugène Lourié (1959)
- Mondo perduto (The Lost World) regia di Irwin Allen (1960)

## Film mai realizzati o incompleti
- Atlantis, sviluppato da O'Brien and Harry Hoyt dopo il successo di Il mondo perduto.
- Frankenstein.
- Creation (1931)
- War Eagles, storia di una razza di vichinghi che volano su enormi aquile combattendo i dinosauri e salvano New York dai nazisti; il film fu cancellato a causa della Seconda guerra mondiale.
- Emilio and Guloso, storia di un ragazzo e del suo vitello che salva la loro città da un dinosauro chiamato "Lagarto Grande".
- Valley of the Mists, successivo nome di lavorazione di "Emilio and Guloso".
- Gwangi, sviluppato successivamente ne La vendetta di Gwangi.
- Last of the Labyrinthodons - un moderno mostro marino proveniente dalle ere preistoriche per attaccare le navi.
- The Vines of Ceres, storia di rampicanti dallo spazio che tentano di inghiottire San Francisco.
- The Last of the Oso Si-Papu, storia di una creatura gigante, una sorta di orso con la pelle di lucertolone, che vagabonda per l'Arizona.
- Baboon-A Tale about a Yeti, storia ambientata nell'Himalaia.
- The Bubbles, creature a forma di bolla che nella Baja California ingoiano qualsiasi cosa trovano sul loro cammino.
- The Eagle, storia di un'aquila gigante che combatte contro i dinosauri.
- Umbah, avventura di O'Brien con protagonisti due indiani ingigantiti dall'esperimento di uno scienziato.